# Gaziantepspor Kulübü
O Gaziantepspor Kulübü (mais conhecido como Gaziantepspor) foi um clube profissional de futebol turco com sede na cidade de Gaziantepe, capital da província homônima, fundado em 25 de fevereiro de 1969 e oficialmente extinto em 31 de julho de 2020 após entrar em bancarrota financeira por insolvência fiscal. 
O último campeonato profissional que disputou foi a Terceira Divisão Turca na temporada 2018–19, porém abandonou a competição após ser punido pela Federação Turca de Futebol com a perda de 36 pontos diante do agravamento das dívidas com jogadores, funcionários e fornecedores. No anúncio oficial de retirada da competição, a diretoria afirmou que o Gaziantepspor passaria por uma reestruturação interna e disputaria as Ligas Regionais Amadoras na temporada seguinte (2019–20). 
Em 2020, a FIFA julgou procedente a ação movida pelos jogadores do clube, que reinvindicava o recebimento de salários atrasados, direitos de imagem e luvas, e puniu novamente o clube com a perda de 15 pontos. Impossibilitado de quitar sequer parte dos débitos atrasados, o clube abandonou a competição na última colocação e encerrou oficialmente suas atividades.
Suas cores oficiais eram o preto e o vermelho. Mandava seus jogos até 2017 no Gaziantep Kamil Ocak Stadium, que tinha capacidade para 16,981 espectadores. De 2018 até sua extinção, mandou seus jogos no recém-construído Estádio de Gaziantepe, com capacidade para 35,574 espectadores.

## Títulos
- Taça Spor Toto Vencedor da Copa da Liga dos clubes turcos da 1° Divisão (Que não classificavam pras competições européias) 
  - (1): 2011–12
- Quarta Divisão Turca (1): 1971–72
- Taça TSYD (1): 1978–79
- Segunda Divisão Turca (2): 1978–79 e 1989–90

### Campanhas de Destaque

#### Continentais
- Copa da UEFA (3ª Rodada): 2003–04
- Liga Europa da UEFA (3ª Rodada dos Playoffs): 2011–12

#### Nacionais
- 3ª Colocação no Campeonato Turco (2): 1999–00 e 2000–01
- 4ª Colocação no Campeonato Turco (2): 1980–81 e 2010–11

## Uniformes

### Uniformes Atuais
- 1º - Camisa listrada em preta e vermelho, calção e meias pretas;
- 2º - Camisa branca, calção e meias brancas;
- 3º - Camisa vermelha, calção e meias vermelhas.

| Primeiro | Segundo | Terceiro |

### Uniformes dos Goleiros
- Cinza com detalhes brancos;
- Amarelo com detalhes brancos;
- Roxo com detalhes brancos.

| Cores do Time · Cores do Time · Cores do Time · Cores do Time · Cores do Time | Cores do Time · Cores do Time · Cores do Time · Cores do Time · Cores do Time | Cores do Time · Cores do Time · Cores do Time · Cores do Time · Cores do Time |

### Uniformes Anteriores
- 2014–15

| Primeiro | Segundo | Terceiro | Quarto |  |

- 2013–14

| Primeiro | Segundo | Terceiro |

- 2012–13

| Primeiro | Segundo | Terceiro |

- 2011–12

| Primeiro | Segundo | Terceiro | Quarto |  |

- 2010–11

| Primeiro | Segundo |